# Crisis diplomática entre Arabia Saudí y el Líbano de 2017
La crisis diplomática entre Arabia Saudí y el Líbano de 2017 fue una disputa entre Líbano y Arabia Saudí iniciada después de que el primer ministro libanés Saad Hariri anunciara su renuncia el 4 de noviembre de 2017. Ese mismo día, Arabia Saudí interceptó y derribó un misil balístico lanzado desde Yemen y cuyo posible objetivo era Riad. Poco después, las relaciones exteriores entre el país mediterráneo y la monarquía saudí, así como sus vecinos regionales y aliados se volvieron cada vez más tensas. El 6 de noviembre de 2017, Arabia Saudita afirmó que el Líbano había declarado la guerra entre los dos estados, mientras los líderes del Líbano declaraban lo contrario. El 9 de noviembre de 2017, Arabia Saudita, Kuwait y los Emiratos Árabes Unidos solicitaron a sus ciudadanos que abandonaran el Líbano. Ese mismo día, el líder de la milicia libanesa Hezbollah, Hassan Nasrallah, afirmó que la renuncia de Hariri era ilegal y que Arabia Saudí había declarado la guerra al Líbano y Hezbollah.
Se considera este conflicto como parte de la guerra subsidiaria irano-saudí.